# Prague Queen
Prague Queen je hudební revival skupina interpretující písně skupiny Queen. Kapelu založil v roce 2015 bubeník Jiří Jirsa, který předtím působil jako bubeník Dalibora Jandy, Ivety Bartošové a Petra Spáleného.
V letech 2016 a 2017 se skupina představila na halovém turné České hvězdy zpívají Queen, na němž vystoupili i Kamil Střihavka, David Kraus, Aleš Brichta, Michal Skořepa, David Uličník, Václav Noid Bárta, Bohuš Matuš a Vladimír Hron.
Vedle České republiky se skupina představila i v dalších zemích. Například v roce 2018 odehrála dva koncerty v indické Bombaji.

## Členové kapely
- Michal Skořepa – zpěv
- David Uličník – zpěv (alternace)
- Jiří Jirsa – bicí, vokály
- Stanislav Jelínek – kytara, vokály
- František Raba – basová kytara, vokály
- Petr Freund – klávesy, vokály